# Перес Џепчирчир
Перес Џепчирчир (енгл. Peres Jepchirchir; 27. септембар 1993.) је кенијска атлетичарка, тркачица на дуге стазе који се углавном такмичи на маратонским тркама и уличним/друмским тркама. Освојила је златну медаљу у маратону на Олимпијским играма у Токију 2020. Џепчирчир је била победница на светским првенствима у полумаратону 2016. и 2020. године. Победила је на маратонима у Њујорку 2021. и Бостону 2022. Завршила је као трећа на Лондонском маратону 2023.  Освојила је још једну победу на Лондонском маратону 2024. завршивши за два сата, 16 минута и 16 секунди и оборила светски рекорд за жене (односно, светски рекорд за најбрже време једне маратонке без помоћи мушких пејсмејкера). 
Њено најбоље време у полумаратоу од 1:05:06, постављено 10. фебруара 2017. у УАЕ, је бивши светски рекорд у полумаратону. Она држи светски рекорд у полумаратону где су трчале искључиво жене. Рекордно време од 1:05:16 истрчала је на Светском првенству у полумаратону 2020. у Гдињи у Пољској.

## Одрастање
Џепчирчир је рођена на фарми у Турбу, Кенија, међу 28 браће и сестара. Њен отац је имао три жене. Мајка јој је умрла када је имала две године, па ју је усвојио ујак код кога је одрасла у Камагуту. Припадница је народа Каленџина.
Након што је напустила средњу школу са 18 година, јер није могла да приушти школарину, почела је да се бави трчањем као начином да изађе из сиромаштва.

## Каријера
Почела је да се такмичи у друмским тркама 2013. године. Окренула се трчању у кросу почетком 2014. и успела да заузме друго место иза Фејт Кипјегон на првенству Кеније у кросу.
Њен таленат уочио је тим Ђанија Демадоне и од тада је Перес почела да добија позиве за европске друмске трке високог нивоа. Победила је на три узастопне трке у Француској крајем 2014.
2015. је почела да достиже врхунце у друмским тркама на 10 километара и у тркама у полумаратону. 
На Светском првенству у полумаратону 2016. Џепчирчир је постала светски шампион, завршивши трку за 67:31 минута. Такође, највише је допринела да Кенијке дођу до тимске титуле. 
На полумаратону у Уједињеним арапским емиратима 2017. оборила је два светска рекорда. Перес је скинула три секунде од полумаратонског рекорда Флоренс Киплагат, спустивши светски рекорд на 65:06 минута. У пролазу је поставила и нови светски рекорд на 20 километара од 61:40 минута. Њена позиција најбоље на свету била је кратког века, пошто је Џојсилин Џепкосгеј оборила оба ова светска рекорда већ следећег месеца.
На Олимпијским играма 2020. Перес је освојила златну медаљу у у маратону у времену 2:27,20. Потом је победила на Њујоршком маратону 2021. са временом 2:22:39, поставши прва особа која је исте године освојила златну Олимпијски маратон и Њујоршки маратон. Победила је на Бостонском маратону 2022. са временом 2:21:02.  Због повреде кука, Џепчирчир је морала да пропусти Светско првенство 2022. у Јуџину.
Освојила је Лондонски маратон 2024., завршивши за два сата, 16 минута и 16 секунди и тиме оборила светски рекорд за маратонску трку у којој трче искључиво жене. Односно, светски рекорд за најбрже време једне маратонке без помоћи мушких пејсмејкера. 

## Достигнућа

### Лични рекорди
- Друмска трка 5 километара – 15:51 (Болцано 2014)
- Друмска трка 10 километара – 30:55 (Праг 2015)
- Полумаратон (мешовита трка мушкараца и жена) – 1:05:06 (УАР 2017)
- Полумаратон (само за жене) – 1:05:16 (Гдиња 2020)  Светски рекорд за искључиво женску трку
- Маратон – 2:16:16 (Лондон 2024.) Светски рекорд за искључиво женску трку * Очекује се ратификација [27]

### Међународна такмичења
| Година | Такмичење                        | Место                        | Позиција | Дисциплина     | Резултат   | Белешка |
| ------ | -------------------------------- | ---------------------------- | -------- | -------------- | ---------- | ------- |
| 2016   | Светско првенство у полумаратону | Кардиф, Уједињено Краљевство | 1.       | Полумаратон    | 1:07:31    |         |
| 2016   | Светско првенство у полумаратону | Кардиф, Уједињено Краљевство | 1.       | Екипни пласман | 3:22:59    |         |
| 2020   | Светско првенство у полумаратону | Гдиња, Пољска                | 1.       | Полумаратон    | 1:05:16 СР |         |
| 2020   | Светско првенство у полумаратону | Гдиња, Пољска                | 2.       | Екипни пласман | 3:18:10    |         |
| 2021   | Олимпијске игре                  | Сапоро, Јапан                | 1.       | Маратон        | 2:27:20    |         |